# Urmenigheden i Jerusalem
 Denne artikel bør gennemlæses af en person med fagkendskab for at sikre den faglige korrekthed.
    Artiklen er en oversættelse af den tyske Jerusalemer Urgemeinde
Den må kontrolleres for korrekt oversættelse og for brug af  sædvanlige danske vendinger.

Urmenigheden i Jerusalem var formodentlig den første menighed i kristendommens allertidligste historie. Den blev dannet efter korsfæstelsen af Jesus for at forkynde Jesu opstandelse, syndernes forladelse og Jesu bud for både Israels og for andre folk, og for at man kunne forberede sig på hans genkomst, parusi, og den dermed forbundne ende på verden

## Oprindelse
Jesu tilhængerskare fra Galilæa, som var fulgt med ham til tempelbyen Jerusalem, spredte sig formodentlig snart efter hans pågribelse (Mark 14,50). De fleste yngre vendte efter hans gravlæggelse tilbage til deres landsbyer, da henrettelsen på korset også syntes at stå i modsætning til hans prædiken om det nært forestående gudsrige (Lukas 24,21).
Imidlertid dannedes snart derefter i det datidige religiøse centrum for jødedommen de første menigheder – ved siden af Jerusalem formodentlig omtrent samtidigt i Galilæa, og lidt senere i Damaskus (Galaterbrevet 1,17) – der forkyndte Jesus som Israels og alle folks Messias. Hvad der bevægede Jesustilhængerne dertil, ligger historisk i det dunkle, men hænger sammen med deres opstandelseserfaringer.
Urmenigheden opstod ifølge Ap.G. 2 ved et under: udgydelsen af Helligånden i pinsen. Dette opfyldte for de urkristne det løfte om udgydelsen af Ånd som den jødiske profet Joel 3 havde profeteret for de yderste tider. Thi med Jesu opstandelse begyndte de sidste tider som Israels profeter havde forjættet dem. Derfor forkyndte de pinseunderet som bebudelse af gudsrigets komme, hvilket vil overvinde alle sprogbarrierer og som alle nationaliteter istemmer til lovprisning af Gud på grund af syndsforladelsen ved Jesus (Daniels Bog 7,14). I den forstand forstod urmenigheden sig som et eskatologisk frelsesfællesskab, i hvilken forståelsen mellem folkene snart er en realitet og som peger frem mod den den bebudede fred mellem folkene. (Esajas 2,2-4 par. Micha 4)

## Medlemmer og organisation
Urmenigheden bestod i det væsentlige af disciple, "lærlinge" – mænd og kvinder – som Jesus allerede i Galilæa havde kaldet og valgt som sine efterfølgere og som havde fulgt ham på hans vej til Jerusalem. Dertil kom jøder og græsktalende proselytter og senere også "gudfrygtige hedninge" (ikke-jøder der sympatiserede med jødedommen) som lod sig vinde og døbe ved de urkristnes prædikener (Ap.G. 11,20).
Tolv af de mænd Jesus havde valgt som sine disciple fremhæves udtrykkeligt i evangelieoverleveringen som de første kaldede og som et billede på Israels tolv stammer. Judas Iskariot, der hørte til denne kreds, skal have taget sit eget liv efter at have forrådt Jesus til Synedriet; i hans sted indtrådte Matthias ifølge Ap.G. 1,21ff.
Ifølge Det Nye Testamente viste Jesus sig for disciplene som den opstandne og beredte dem til mission, og dette grundlagde deres autoritet som apostle. Til denne gruppe hørte de der efter Jesu død havde set den opstandne og af ham var blevet valgt til mission. Denne kreds gik ud over de tolv; det var først Lukas der identificerede dem som lederne og grundlæggerne af urmenigheden. Det er uvist til hvorlænge de tolv ("tolvkredsen") faktisk havde ledelsen. Paulus nævner i sit brev til Galaterne (fra 50-57) de "tre søjler" Jakob ("den Retfærdige", "Herrens bror"), Simon Peter (Kefas) og Johannes (Gal 2,9).
Ifølge urmenighedens vidneliste (1. Kor. 15,3-8) havde Jakob, Jesu ældste bror, haft en vision af den opstandne. Han havde i Jesu levetid ikke været en discipel, men fik efter påske ledelsen af urmenigheden. Han repræsenterede i denne gruppen af "judaister" , der af alle nydøbte hedningekristne forlangte overholdelsen af vigtige torabud, herunder eventuelt også omskærelse, altså overgang til jødedom. Derfor nævnte Paulus ham også før Peter, der ellers i alle apostellister står på første plads, som hovedpartner i forhandlingerne om hedningemissionen. Hans ledsager Barnabas spillede hertil en vigtig rolle.
Efter valget af diakoner – menighedstjenere eller fattigforstandere – til fattigforsorgen (Ap.G. 6) trådte ved siden af apostlene også de såkaldte "ældste" eller presbyter (Ap.G. 11,30 Ap.G. 15,6 Ap.G. 16,4). Deres præcise opgave var ikke fra begyndelsen helt fastlagt; den voksende urmenighed eksisterede først og fremmest uden ledelse. Dog begyndte der med arbejdsdelingen at opstå et vist embedshierarki, der senere mundede ud i det monarkiske bispeembede, episkopat.
Et væsentligt element i urmenigheden var formodentlig også profeterne, der som deres kolleger i Korinth modtog direkte gudsåbenbaringer, talte i tunger og havde forskellige nådegaver (sml. 1.Kor. 12ff).
Antallet af medlemmer i urmenigheden lader sig kun anslå. Ap.G. 2,41 nævner 3000 førstedøbte allerede efter den første Peters-prædiken, Ap.G. 4,4 snart derefter 5.000: Disse tal synes meget for høje ifølge de møder i templet i Jerusalem som Synedriet accepterede at der blev afholdt. På den anden side viser den tidlige arbejdsdeling mellem apostle, diakoner og ældste at der ikke kunne være tale om et større antal end der ville svare til et dusin ledere: der vil da i begyndelsen have været mellem (sml. 1.Kor. 15,6) 500 og nogle tusinde.

## Teologi og gudstjeneste
Idealbilledet af urmenigheden er frem for alt bestemt af fremstillingen Ap.G. 2,37-47: efter den urkristne missionsprædiken, som er ganske indrettet på forkyndelsen af Jesu opstandelse og hans ophøjelse til "Kyrios", følger her en omvendelse og dåb af nye disciple. Dette betød syndernes forladelse og dermed optagelse i et eskatologisk frelsesfællesskab, redning fra den yderste dom og modtagelsen af Helligånden, der muliggør overholdelsen af Jesu bud og udbredelsen af hans "lære".
Følgende kriterier binder ifølge Lukas (Ap.G. 2,42-47) de urkristne til et fællesskab:
- De holdt fast ved apostlenes lære , altså i troen på Jesu opstandelse, som var blevet forkyndt for dem.
- … og fællesskabet: de urkristne mødtes regelmæssigt.
- … og ved brødets brydelse: de holdt nadver som fortsættelse af Jesu måltidsfællesskab og/eller i mindet om deres Herres sidste måltid.
- … og ved bønnerne: dette indebar sikkert Fader vor som Jesus selv havde lært dem
- … og der skete mange undere og tegn ved apostlene: den opgave at udvirke helbredelse, de havde fået som Jesu disciple (Matt 10), fortsatte de inden for urmenigheden ved at tage sig af de syge.
- Men alle de troende var sammen, og de var fælles om alt. Lukas fremhævede fællesejet som et væsentligt kendetegn ved urmenigheden, der, som følge af udgydelsen af ånden, tillige begrundede kirkens hellighed som „Ecclesia“ (Herausgerufene)
- De solgte deres ejendom og ejendele og delte det ud til alle efter enhvers behov.: forsørgelsen af de trængende kristne ved hjælp af den fælles ejendom var en opgave for de senere dertil valgte "diakoner", fattigforstandere eller menighedstjenere.
- De kom i enighed i templet hver dag …: Den centrale helligdom i Jerusalem forblev også samlingsstedet for de kristne, således at dette for dem fra begyndelsen indeholdt kultisk brug, og blev accepteret som del af jødedommen.
- … hjemme brød de brødet og spiste sammen …: nadveren var fra begyndelsen ikke adskilt fra det almindelige måltid og forbundet med agapefesten og dens fordeling af levnedsmidler til trængende kristne. Dette fandt ikke sted i templet men i familiekredsen og i husfællesskaber.
- … , og jublende og oprigtige af hjertet priste de Gud og havde hele folkets yndest. Og Herren føjede hver dag nogle til, som blev frelst.: Også dette fremhæver harmonien mellem urkristne og den jødiske omgivelse. Lovprisningen af Gud forenede dem.

Dåb, efterfølgelse af den opstandnes lære (Matt 28,20) og afståelse af ejendom udgjorde altså for Lukas de ligeværdige "optagelsesbetingelser" til urmenigheden. Ganske vist lod formlerne fra Ap.G. 2,42-47 slutte at det var en sædvanlig praksis, men ifølge Ap.G. 5,4 og Ap.G. 12,12 var opgivelse af besiddelse snarere frivillig. Bøn, agapefest med nadver, lovprisning af Gud, trosbekendelse, helbredelsesvirksomhed, fattigforsorg, offentlig missionsprædiken, beredskab for martyrium, "Man bør adlyde Gud mere end mennesker". (Ap.G. 5,29) – var væsentlige grundelementer i den urkristne gudstjeneste.
Af en skriftlæsning erfarer man i disse rammer intet; det må dog tages i betragtning at sådanne skriftlæsninger gik forud for de offentlige missionsprædikener som fandt sted i synagogen fordi de var nødvendige til forkyndelse af den opstandne Jesus (Luk 24,27). Ordets forkyndelse var ikke forbeholdt apostlene; formodentlig kunne hvert medlem fremføre sine tanker om den overleverede lære og skrifter, så længe de forsamlede var imødekommende.
De første Petersprædikener, som Lukas redigerede, afspejler grundtankerne i den tidlige kristne mission: Jesus var for dem den gennem hele Israels bibelske historie bebudede frelsebringer for gudsfolket, og hvis korsdød opfyldte sejrsforjættelserne hos patriarkerne – som overtagelse af den yderste dom ved genkomsten – og hvis oprejsning fra de døde sætter Guds forsoning med Israel i kraft, åbner for folkets frelse og kalder tilhørerne til omfattende bod.
Også de af Paulus optagne credoformler  stiller Jesu selvhengivelse og hans oprejsning ved Gud i centrum for den urkristelige troslære. Den tidlige dogmatisering af de tolv ("tolvkredsen") i alle evangelierne viser desuden at urmenigheden forstod sig som det samlede gudsfolks forudgribelse af de sidste tider, udvalgt til dette af den til Gud ophøjede Messias, Jesus Kristus. Deres mission i Israel havde derfor forrang for dem.

## Fælleseje
Det er omstridt om medlemmerne af urmenigheden i Jerusalem faktisk levede uden ejendom og delte alle deres ejendele med hinanden. Mange fortolkere anser dette for et motiv i det ahistoriske idealbillede som Lukas har tegnet; et sådant billede griber tilbage til analogier i den hellenistiske omverden, som for eksempel Pythagoras' fælleseje.
Dog formulerer talestof i logiakilden allerede meget tidligt besiddelsesløshed som betingelse for at følge Jesus (Matt 10,9). Thi disciplene hørte til de fattige tiggere (gr. ptochoi) som da udgjorde den store del af den galilæiske og judæiske befolkning (ochlos). De gjaldt på grund af saligprisningerne i Jesu bjergprædiken som det sande udvalgte gudsfolk (Matt 4,1-11). Således blev også rige mennesker opfordret til at afstå fra ejendom for at kunne blive Jesu disciple (Mark 10,21). Dette var for tidligere velhavende tilhængere af Jesus ikke blot almindelig velgørenhed, men en forpligtende del af næstekærligheden over for de fattige (sml. Luk 6,27).
Delingen af besiddelse og føde, fælleseje og bespisning af de fattige blev også udøvet i andre jødiske apokalyptiske fællesskaber som i klosteret Qumran, der dog ikke henvendte sig til et flertal af befolkningen, men var som "hellig rest" tilbagetrukket i ørkenen. For Jesus derimod sigtede opgivelsen af besiddelse ikke på at den enkelte skulle opnå sjælsfrelse ved asketisk fuldkommenhed, men på den virkelige jordiske forudgribelse af den himmelske retfærdighed, som Gud med Messias' komme havde forjættet de fattige (Luk 4,16-21). Således opfattedes skatteopkrævernes ("tolderne") besiddelse som røvet gods, der var blevet erhvervet på bekostning af deres forarmede og forgældede landsmænd. Jesus-tilhængerne skulle drage gennem alle egne af Israel for at forkynde nærheden af Guds rige og dermed den snarlige ende på disse udbytningsforhold (Matt 10,5-15), uden som de rige at skulle bekymre sig om udkomme og besiddelse (Matt 6,24-33).
Først på Lukas' tid da den urkristne mission havde nået de velhavende kystbyer i Lilleasien, blev det selvfølgelige i opgivelse af ejendom for Jesus-tilhængerne til en moralsk appel, som åbenbart kun undtagelsesvis blev fulgt og derfor særligt fremhævet (Ap.G. 4,36f). Derfor fremhævede Lukas i sit evangelium eksempler hvor Jesus bevægede forholdsvis rige mennesker som Zakæus til at give deres besiddelse tilbage til de berøvede (Luk 19,1-11). Mange solgte alle deres besiddelser og bragte pengene til apostlene som forsørgede hele fællesskabet dermed.  Denne fattigforsorg var nu ikke længere gældende for hele Israel, men tjente til udligning af de interne forskelle i menigheden mellem fattige og rige kristne. Dette forblev ganske vist usædvanligt i det antikke samfund, og det var attraktivt for de fattigere lag. Visse paralleller består dog til understøttelse af synspunktet i hellenistiske foreninger. 
Ifølge Ap.G. 5,1-11 mistede et ægtepar (Ananias og Safira) i overensstemmelse med gammeltestamentlige forkastelsesfortællinger  sit liv, da det kun overdrog en del af sin gevinst til fællesskabet efter salget af et jordstykke. Efter én fortolkning blev dette at beholde ejendom for sig selv belagt med et tabu: den der holdt noget tilbage af sin ejendom svigtede selve Helligånden og mistede derved retten til livet. Efter en anden fortolkning løj Ananias kun med hensyn til størrelsen af salgsgevinsten (Ap.G. 5,3) for at få mere ære end der tilkom ham. Så bekræfter teksten at der ikke forelå en forpligtelse til fuldstændig opgivelse af besiddelse. Også Ap.G. 12,12f gør det nærliggende at antage at de kristne i Jerusalem omkring 44 havde deres egne huse og slaver. Afståelse af besiddelse var altså ikke retsligt institutionaliseret, men var en stillen-til-rådighed for alle medkristne, og det viste at de omgikkedes hinanden på en anden måde end andre.
Fremstillingen hos Lukas af det urkristne fælleseje er blevet opfattet som en tidlig form for kommunisme. Dette begreb omfatter dog også fælles produktion, som apostelberetningen ikke har nogen meddelelse om. Da urmenigheden opfattede sig som en forudgribelse af de sidste tiders gudsfolk, indeholdt deres frelsesforventninger således som i jødedommen indirekte også den fremtidige radikale omvæltning af de jordiske produktionsforhold (sml. Luk 1,46-55). Dette har afstedkommet meget i kirkehistorien, for eksempel i form af munkeordener, klosterfællesskaber og basisfællesskaber.

## Grupper og konflikter
Ifølge Apostlenes Gerninger levede medlemmerne af urmenigheden først og fremmest harmonisk med hinanden. Men som den blev større, kom der snart problemer. Ifølge Ap.G. 6,1-7 blev enkerne af den græsksprogede del af menighedens fattige overset ved den daglige tildeling. Dette tyder på en fysisk afstand til denne gruppe, altså at de boede i adskilte bydele. For at løse dette havde urmenighedens store forsamling valgt syv diakoner (hjælpere, menighedstjenere, fattigforstandere) til at sikre den korrekte hjælp til alle. Der bliver nævnt Stefanus, Filip, Prokorus, Nikanor, Timon, Parmenas og Nikolaos: deres græske navne tyder på en selvstændig gruppe, som forskerne har kaldt hellenisterne. (Ap.G. 6,5)
Deres opgave er uklar: om diakoniarbejde fra deres side bliver der ikke berettet, men Stefanus (Ap.G. 6,8) og Filip (Ap.G. 8,4-13 Ap.G. 8,26-40) optrådte som missionærer. Derfor gælder valget af dem ikke blot som løsning af et forvaltningsproblem, men som indikation på konflikter mellem hebræere og hellenistiske jødekristne i Jerusalem. Åbenbart var apostlenes lederstilling allerede tidligt omstridt. Dette kan også hænge sammen med materielle problemer: urmenigheden fik en fattigkollekt fra de øvrige nye kristne menigheder (Gal. 2,10; Ap.G. 11,29). Med valget af disse syv fik hellenisterne i urmenigheden åbenbart retten til uddelingen og dermed en vis selvstændighed.
Disse indre konflikter faldt sammen med mistroen hos de øverste jødiske embedsmænd i Jerusalem, Synedriet (hebr. sanhedrin), som det tilkom at varetage jødedommens religiøse enhed. Ifølge Ap.G. 4,1ff forhørte det Peter og Johannes og forsøgte at standse deres missonsprædiken. Dog havde urmenighedens ledere bevaret befolkningens sympati (Ap.G. 4,21). Efter deres fornyede pågribelse var det efter råd fra farisæeren Gamaliel at de blev sat fri igen Ap.G. 5,34-40. Her afspejles magtforskydningen i jødedommen fra saddukæerne til rabbinerne på Lukas' tid.
Påbegyndelsen af hedningemissionen udgik formodentlig fra hellenisterne. Thi deres fører Stefanus udøvede kritik af den mosaiske lov og af tempelkulten (Ap.G. 6,13f). Han anklagede offentligt Synedriet for retsbrud og for justitsmord på Jesus. Herpå fulgte en proces der endte med hans stening (Ap.G. 7,56). Derpå blev den del af urmenigheden fordrevet fra tempelbyen og spredte sig i naboregionen. De tolv forblev som en kimcelle til genopbygningen af urmenigheden i Jerusalem (Ap.G. 8,1). Herom beretter Lukas dog ikke mere.
Hellenistiske missionærer som Filip grundlagde nye menigheder (Ap.G. 8,40), så kristendommen bredte sig i Samaria, Syrien og Lilleasien. Således opstod i den lilleasiatiske metropol Antiokia den første store blandede menighed af jøder og hedninger ved siden af Jerusalem. For disse nye kristne blev overholdelsen af de jødiske bud åbenbart lettet eller helt afskaffet: derfor blev de på opfordring af Synedriet forfulgt af toratro jøder som farisæeren Saulus (efter omvendelsen=Paulus) (Ap.G. 8,1). Dog efter hans uventede omvendelse gik han ind for den torafrie folkemission og missionerede først og fremmest i middelhavsområdet uafhængigt af apostlene fra urmenigheden (Ap.G. 8-10).

## Apostelmødet
Efter fordrivelsen af hellenisterne intensiverede disse deres missionsvirksomhed også blandt de grækere der ikke var under jødisk påvirkning. Dermed voksede inden for urkristendommen antallet af de såkaldte hedningekristne – nydøbte af ikke-jødisk herkomst. De blev i mange menigheder fritaget for jødiske forskrifter, hvilket "judaisterne" eller "hebræerne" blandt apostlene i urmenigheden formodentlig også accepterede; Paulus beretter ikke om nogen instruktioner efter sit første Jerusalembesøg hvor han traf Jesu bror Jakob ("Jakob den Retfærdige") (Gal. 1,18-19). Dog mellem denne og Peter, som Lukas fremstiller som den første hedningemissionær (Ap.G. 10), kom det senere til spændinger om renhedslovene (Ap.G. 11). Åbenbart var lederne af urmenigheden ikke enige om hvorvidt de hedningekristne skulle have retningslinjer og da hvilke.
Missionærernes forskellige fremgangsmåder stillede spørgsmålet om lederrolle og identitet for urmenigheden og truede i det hele taget urkristendommens enhed. Frem for alt spørgsmålet om omskærelse førte til en spaltningsprøve: skulle hedninger ved dåben også omskæres og dermed være forpligtet på den jødiske tora? Hvis deres spise- og renhedslove ikke var indeholdt, blev fælles måltid i menigheden mellem kristne af jødisk og hedensk herkomst til et problem. Dermed stillede sig det grundlæggende teologiske spørgsmål om det at være kristen blot var en del af jødedommen eller om det ophævede disse rammer.
Dette angik på en grundlæggende måde urmenighedens selvforståelse: denne forstod sig primært som reddet af Messias fra synd og Guds dom og derved som fortrop for gudsfolket Israel der endnu stod foran at skulle reddes. Ifølge dette var de hedningekristne "tilkommende" (jf.proselyt: "en som slutter sig til" jødedommen) som helt og holdent havde nådeoverskuddet fra frelsesformidleren Jesus Kristus at takke for deres redning. Den uklarhed der var med hensyn til "berit", pagt  og den jødiske tora, måtte have en bindende løsning.
Dette at nogle af Jerusalemapostlene holdt fast i at de jødiske love også måtte gælde for de hedningekristne, bidrog til manglende forståelse hos de hellenistiske apostle. Der truede en spaltning i urmenigheden mellem de jødekristne og de hedningekristne. For at forhindre dette gjorde begge sider al autoritet gældende. Jerusalemapostlene indkaldte missionærerne til et møde for at afklare stridspørgsmålet; Barnabas og Paulus blev på vejen dertil talsmænd for de hedningekristne menigheder (Ap.G. 15,1-3).
Det såkaldte apostelmøde eller apostelkonvent o. 50 var en afgørende skillelinje i urkristendommens historie. Paulus og Lukas fremstiller forløbet og resultatet forskelligt. Ifølge Ap.G. 15 var urmenigheden forsamlet fuldtalligt, hvor først og fremmest judaisterne fremførte deres standpunkt, nemlig at det var nødvendigt med omskærelse af de hedningekristne. Dernæst kom det til en meningsudveksling mellem Peter, Barnabas, Paulus, Jakob og vel flere andre. Resultatet var at den lovfrie hedningemission i sin kerne blev fastslået som efter Gal 2,1-14, hvorved spaltningen i urkristendommen kunne undgås. De jødiske rituallove forblev dog også derefter et stridspunkt.

## Det videre forløb
Urmenigheden havde overkommet forfølgelserne efter henrettelsen af Stefanus (o.36) og af Jakob den Ældre (år 44) under Herodes Agrippa I., og blev altså i det videre tålt af jødedommens ledergruppe. Derfor kunne de fra Jerusalem sende deres jøde- og hedningemissionærer ud i den omgivende region.
Ud fra notitser i evangelierne kan man slutte i hvilke områder nye kristne menigheder blev grundlagt: således opregner Mark 3,7 foruden Galilæa, Judæa og Jerusalem også Idumæa (i syd), Peræa (i øst) og Fønikien (kystregion i vest). Matthæus 4,24 nævner i stedet Dekapolis, et hellenistisk byforbund i Østjordan, og Syrien, Luk 6,17 foruden Fønikien også Samaria. Paulus besøgte efter sin omvendelse ikke kun Damaskus, men også "Arabien" (Gal. 1,17): dermed mentes dengang nabatæernes rige øst for Judæa. Lægger man angivelserne sammen, får man et groft billede af fordelingen af kristne menigheder i og omkring Palæstina indtil ca. år 100.
Efter apostelmødet fremstiller Apostlenes Gerninger næsten kun Paulus' missionsrejser og har knap nogen oplysning om urmenigheden. De tolv ("tolvkredsen") fra Jerusalem var vel allerede blevet afløst af "de tre søjler" under ledelse af Jakob, Jesu ældste bror (Mark 6,3), (Gal. 2,9); – de øvrige apostle træder ikke mere frem. Peter havde forladt Jerusalem efter mødet og rejste som missionær rundt i Lilleasien (Gal. 2,11-14; 1.Kor. 9).
Kun Jakob og de "ældste" bliver igen senere nævnt som modtagere af fattigkollekten som Paulus ved apostelmødet var blevet pålagt (Ap.G. 21,15ff). Derfor bliver det antaget at han nu er blevet den eneste leder af urmenigheden. Han satte åbenbart ifølge Gal. 2,12 beslutningerne fra apostelmødet igennem uden for Jerusalem og talte ifølge Ap.G. 21,21-25 også efter resultaterne af Paulus' mission for afgrænsningen af de jødekristne fra de hedningekristne. Indtil hans død beholdt urmenigheden sin forrangsstilling i urkristendommen.
Skønt Paulus i sine menigheder måtte kæmpe mod grupper som afviste eller forfalskede hans lovfrie hedningemission, betragtede han ikke deres missionærer som sine fjender (bl.a. "overapostlene" i 2.Kor. 11,5 og 2.Kor. 12,11), men erkendte hele tiden urmenighedens forrang: dette bekræfter hans kollektindsamling for dem endnu i hans romerbrev omkring år 60 (Rom. 15,25-28).
Imidlertid blev den stadig stærkere overvægt af hedningemission inden for urmenigheden til sidst til dens skæbne: dette viser allerede 1. Thessalonikerbrev (o. 50), hvor Paulus heftigt polemiserer mod de jødiske autoriteter der forfølger hans mission (2.Thess. 2,14f). Således blev han pågrebet i Jerusalem efter sin overdragelse af kollekten (Ap.G. 21,27ff). Om dette også ramte selve urmenigheden, er uvist. Det antages at truslen imod dem i årene før den store jødiske opstand mod romerne i stigende grad tilspidsedes.
Ifølge de ikke-bibelske beretninger af bl.a. Flavius Josefus udnyttede saddukæerne under ypperstepræsten Ananias II. (Hannas) det magtvakuum der opstod mellem statholderen Festus' død og indtrædelsen af hans efterfølger til at henrette Jakob og andre af Jerusalems jødekristne. Hans død dateres til år 62. Derefter flygtede de fleste medlemmer af urmenigheden til det nuværende Jordan og blev dér optaget i en jødekristen menighed i Pella. Ved begyndelsen af opstanden i 68 måtte de tilbageværende medlemmer flygte til udlandet, da de vægrede sig ved at tage del i opstanden.
Dog blev der efter tempelødelæggelsen i år 70 på ny grundlagt en menighed i Jerusalem; sønner af Jakob og andre af Jesu slægtninge beholdt ledelsen og sørgede for traditionen. Deres lederrolle i den øvrige kristenhed var det dog ikke muligt længere at forny. De mistede nu stadig mere i betydning for udbredelsen af kristendommen i det romerske rige – for dens organisatoriske og teologiske konsolidering. Som følge af Bar Kokhba-oprøret (132-135) måtte resten af urmenigheden i 135 på ny flygte ud af Jerusalem. Dermed ophørte dens eksistens.